# 赤毛のアン
『赤毛のアン』（あかげのアン、原題: Anne of Green Gables）は、カナダの作家L・M・モンゴメリが1908年に発表した長編小説。児童向けに書かれた作品ではないが、ここ数十年は児童文学に分類されている。原題のグリーンゲイブルズ (Green Gables) はアンが住むことになるカスバート家の屋号であり、「緑の切妻屋根」という意味である。

## 概説

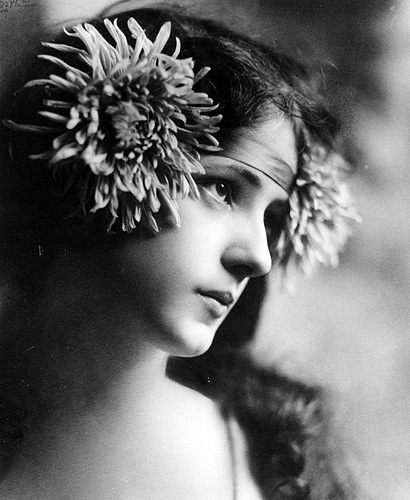
モンゴメリーがアンの容貌のモデルとしたイヴリン・ネスビット。当時アメリカで人気だったコーラスガールで絵のモデル。

モンゴメリは新聞記事で読んだ「男の子と間違えて女の子を引き取った夫婦の話」に着想を得てこの作品を書いた。彼女はプリンス・エドワード島の田舎で育った自身の少女時代も作品に投影した。孤児院暮らしだったアン・シャーリーが、11歳でアヴォンリーのカスバート家に引き取られてからクィーン学院を卒業するまでの少女時代5年間を描いた『赤毛のアン』は人気作となり、モンゴメリーはアンを主人公とする続編や周辺人物にまつわる作品を多数著している。モンゴメリーはイヴリン・ネスビットの写真を雑誌から切り取り、書き物机の上に貼り、主人公アン・シャーリーのモデルにした。また、モンゴメリー自身、早くに両親と離れて祖父母に育てられたため、アン同様、孤独で理解されない子供として育った経験を持つ。
第1作『赤毛のアン』ほか、シリーズ全作には、ウィリアム・シェイクスピアやイギリス、アメリカの詩、『聖書』の句が多数引用されている。『赤毛のアン』を読んだマーク・トウェインはモンゴメリに、1908年10月3日付けで「the dearest and most moving and most delightful child since the immortal Alice（かの不滅のアリス以来最も可愛らしく、最も感動的で最も愉快な子）」と絶賛の手紙を送った。これはその後のアンの宣伝コピーとして使われることになった。
なお、『赤毛のアン』は最初にモンゴメリーが複数の出版社に原稿を持ち込んだときは、すべての出版社で出版を断られたので自宅の屋根裏部屋に“お蔵入り”していた時期が数年ある。年月を経て、モンゴメリーが本作を読み返し、面白いのでやはり出版すべきであると思い直し、出版社に再度交渉すると今度はトントン拍子に進展したという。

## あらすじ
プリンス・エドワード島の村・アボンリー。独身のマリラとその兄マシューは、孤児院から男の子を養子に迎えることに決める。だが約束の日、駅に降りたのは、アン・シャーリーという11歳の赤毛の女の子だった。マリラはアンを送り返そうとするが、明るくおしゃべりなアンに心を動かされ彼女を引き取る。
アンは、同い年のダイアナと親友になり、地元の学校に編入。そこでギルバートに髪の色をからかわれ、石板を彼の頭に打ちおろすという騒動をおこす。アンは学校をやめ、留守番をしている間にダイアナをお茶会に招待するが、ラズベリー水と間違えてスグリ酒を飲ませてしまう。ダイアナの母親は激怒してアンと娘を絶交させる。失意のアンは登校を再開し、勉強にうちこむ。冬のある夜、アンの家にダイアナが飛び込んでくる。両親の留守にダイアナの妹ミニー・メイが熱を出したと聞いたアンは、ダイアナの家で一晩中看病する。ダイアナの母親はアンに謝罪。アンはダイアナとの交遊を許される。想像力豊かなアンはその後もなにかと騒動をおこすが、周囲からは慕われ、頑固なマリラも心を許すようになる。
アンはギルバートたちとクイーン学院に進学し教員資格取得を目指す。アンは成績トップで奨学金を獲得。クイーン学院卒業後はレッドモンド大学に進学を決める。そんなとき、マシューが銀行倒産の新聞記事を見て、ショックで心臓発作を起こし倒れて急死。目が悪くなったマリラはグリーンゲイブルズの家を売りに出し、知り合いの家に身を寄せることを考える。アンは大学進学を取りやめ、隣町のカーモディの教員になることを決意。アボンリーの教員に決まっていたギルバートは学校理事会にかけあい、アンにアボンリーの仕事を譲る。アンはようやくギルバートと和解し、グリーンゲイブルズで満ち足りた夜を迎える。

## 登場人物
アン・シャーリー (Anne Shirley)
本作の主人公。髪は赤毛で、目は緑がかった灰色。とても痩せていて、青白く、そばかすだらけの顔で、自分の赤毛に劣等感を抱いている。そのため、自分のことを、カラスの羽のように見事に真っ黒な髪に、すみれ色の瞳、顔色は薔薇の花びらのようで肌は透き通るような象牙色、目は星のように輝いており、名前はレディー・コーデリア・フィッツジェラルド（自身のアンという名前がロマンチックではないとマリラに言う）だと思うようにしている。
誕生月は3月。
想像力豊かでお喋り好きな女の子。美しくてロマンチックなものが好きで、美しいものには名前をつけたがる。しかしどこか悲観主義者であり、自分がとても不幸に感じたり、それを演じたりするが、大概マリラに咎められる。正義感が強く、突拍子のない答えを出す。「何故人をいじめるの？」「変わっていることがいけないの？」と発言し、周りを驚かせる。
ノバスコシア、ボリングブロークの小さな黄色い家で生まれた。父はウォルター・シャーリーでボリングブロークの高校教師、母はバーサ・シャーリー（旧姓：ウィリス。母も高校教師をしていたが結婚時に辞めた）。アンは両親について、名前が素敵でよかった、父がジェデダイアみたいな変な名前だったらすごく恥ずかしいと物語の中で語る。
両親とも世間知らずで教会に住んでいるネズミのように貧乏だった。
やせっぽっちで小さく、目ばかり大きい見たこともないほど醜く生まれたアンを母は、こんな美しい子は見たこともないと言い可愛がったが、アンが生後3か月の時に熱病で死亡する。父も4日後、同じ病気で亡くなる。
両親の死後、残された孤児のアンを誰も引き取りたがらなかった。両親共に出身地が遠く親戚も1人もいなかったため、シャーリー家の手伝いに来ていたトーマスのおばさん（アンは自身の身の上を彼女に聞いた）が仕方なく引き取るが、トーマスおばさんの所もとても貧乏で、アンより年下の子供が4人もいたため、アンは子供の世話をさせられた。その後ボリングブロークからメアリーズビルに引越し、そこで暮らしていたが、8歳の時トーマスのおじさんが汽車に轢かれて死に、おじさんの母がおばさんと子供達を引き取ることになったが、アンの引き取りは拒否された。
アンが子供の世話ができるとわかると、川上の方に住んでいるハモンドのおかみさんがアンを引き取ってくれた。ハモンドのおじさんは川の上流の森を切り開いた所で小さな製材所を営んでおり、アンは切り株に囲まれて過ごすことになった。続けて双子が3回も生まれ、子供が8人いた。そこで2年と少し暮らしたがハモンドのおじさんが死んだため、おばさんは親戚に子供をばらまいてアメリカに行った。
アンはホープタウンの孤児院に行った。超満員の孤児院はアンを引き取りたがらなかったが、引き取らないわけにいかず、マリラとマシューが孤児院から男の子を引き取ろうと決心するまで、そこで4か月暮らす。
15歳のとき、クィーン学院にギルバートと同率1位の成績で入学し、翌年大学への奨学金を取って卒業。しかし、大学には行かず、マシューを亡くしたマリラとグリーンゲイブルズで暮らす道を選ぶ。
続編では、2年間アボンリーの学校で教え、レドモンド大学に入学。4年後、22歳で卒業。その後、3年間サマーサイド高等学校の校長を務める。
25歳で、ギルバート・ブライスと結婚して、7人の子供（小さなジョイス、ジェイムズ・マシュー〈ジェム〉、ウォルター、ダイアナ〈ダイ〉、アン〈ナン〉、シャーリー、バーサ・マリラ〈リラ〉）ができる（初めて生まれた子供・長女〈小さなジョイス〉は生後1日で死ぬので、実際に育て上げるのは6人）。
マリラ・カスバート (Marilla Cuthbert)
アンの養母。カスバート家の長女。マシューの妹。
背が高く痩せており、ふくよかさがない。白髪が見え始めた黒い髪を後ろで小さなまげにまとめ、針金のヘアピンを2本さしている。
世間知らずの頑固者で、あまり笑わない。非常に厳格で働き者（台所は片付きすぎているくらい綺麗で、庭には棒切れや石ころ1つおちていない）。
現実主義者でアンの夢物語に呆れたり、しっかりとした女性に育てようとする。「男の子が欲しかった」などアンに冷たい人物に見られがちだが、アンが無実の罪で周りに責められ、「孤児院だから」と言われた際に誰よりも激怒しアンの純粋さを主張する。
普段は寡黙なマシューが珍しく自己主張をした時は最大限したがわなければならないと心得ている。
ひとに教訓を与えるのが好きで、子供を育てるからには口を開くごとに教訓を垂れなければならないと信じている。
スグリ酒を作る腕は、プリンスエドワード島一と定評がある。
昔、ギルバートの父ジョン・ブライスと恋仲だったが、喧嘩をし、ジョンが仲直りしようと訪ねてきてもアンがギルバートを当初は許そうとしなかったのと同じように拒否したため、自尊心の強いジョンと決別することになる。
マシュー・カスバート (Matthew Cuthbert)
アンの養父。カスバート家の長男。
アンを引き取ったときは60歳。心臓が悪い。体つきが不恰好で、白髪交じりの黒い髪を猫背の肩にかかるほど伸ばしている。
レイチェル・リンドと妹のマリラ以外の女性を恐れており、女性という不可解な生き物に笑いものにされている気がしておちつかないという、非常に内気な性格をしている。
父親も同じく内気な男性で、森の奥に引っ込みたかったがそうもいかないので村から離れた場所を選んで家をたてた。そのため、グリーン・ゲイブルズは他の家がなかよく建ち並んでいる街道からはほとんど見えない。
普段はマリラが不潔だと嫌がるので控えているが、精神が不安定なときに煙草をすう。その時はマリラも見てみぬふりをする。
アンが16歳の年の夏、自分が全財産を預けていた銀行が倒産したという記事を読んで、ショック死する。65歳没。
レイチェル・リンド (Rachel Lynde)
アボンリーの村を通る街道が丘を下っていったところにある、小さなくぼ地に住んでいる。
主婦としての素晴らしさは折り紙つきで、日常の家事をこなすどころか人並み以上にやってのける。村の裁縫の集いを切り盛りし、日曜学校の運営に手を貸したうえ、教会婦人会や国外伝道後援会の幹部でもある。10人の子供を育てあげた。自宅の窓辺に座り、外を通るもの全てに目を光らせ、おかしなものや場違いのものが目に入ったが最後、それが何故なのかをハッキリさせるまでは気がすまないという詮索好き。自分がひとに正直であることを自慢に思っている。
続編では、夫のトマスが死んでから、マリラといっしょにグリーンゲイブルズに住む。
ダイアナ・バリー (Diana Barry)
髪も目も黒色。妹にミニー・メイがいる。
ふっくらとした体型で薔薇色の頬をしている綺麗な子。明るく楽しそうな表情は父親似、目と髪の色は母親似である。アンと出会ったときは、アンより1インチ背が低い。誕生月は2月。アンと同い年。沼の近くの斜面にあるリンゴ園の奥の小さな灰色の家に住んでいる。
アンと出会ってまもなく親友となる。
ダイアナという名前について、アンは文句なしに素晴らしいと言ったが、マシューはあまりキリスト教徒らしくない名前だと苦言を示す（ジェーンやメアリーというまともな名前の方が性に合っているという）。この名前は、ダイアナが生まれる時に部屋を貸していた学校の教師につけてもらったものである。
口を開く前に必ず笑う子で、本を読むのが大好き。
続編では、フレッド・ライトと結婚する。
バリーの奥さん (Mrs. Barry)
ダイアナ、ミニー・メイの母親。子供の育て方が厳しいと評判。髪も目も黒色。背が高く、意志の強そうな口元をしている。
ギルバート・ブライス (Gilbert Blythe)
アンより3歳年上。背が高く、茶色の巻き毛にはしばみ色の瞳。4年前、父親ジョンの病気のためアボンリーを離れ、その間学校に行けなかったため、アンと同じクラスになる。学校に復学して早々に、アンの赤毛をからかってニンジンと言ったため、アンに石板で頭をたたかれ、その後数年間口をきかれなくなる。その後アンとは成績トップを争う仲になる。
18歳の年にクィーン学院にアンと同率1位の成績で入学、翌年に金メダルを取って卒業。アボンリーの教員に内定していたが、アンに仕事を譲り、和解する。
続編では、2年間ホワイトサンズの学校で教えて、20歳でレドモンド大学に入学。4年後レドモンド大学卒業。医学生になり、3年後に27歳で卒業。
25歳でアンと婚約、28歳でアンと結婚。

## 主な日本語訳一覧

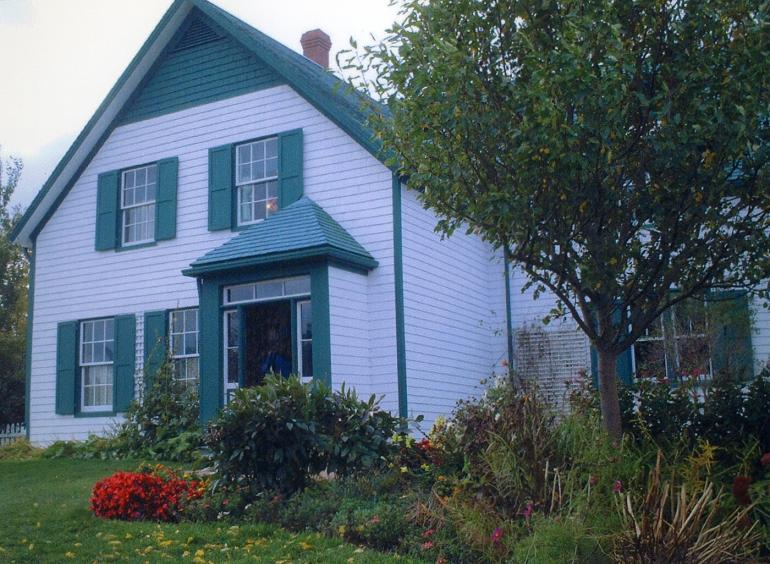
アンの家のモデルになったモンゴメリーの母方祖父のいとこの家（プリンスエドワード島）

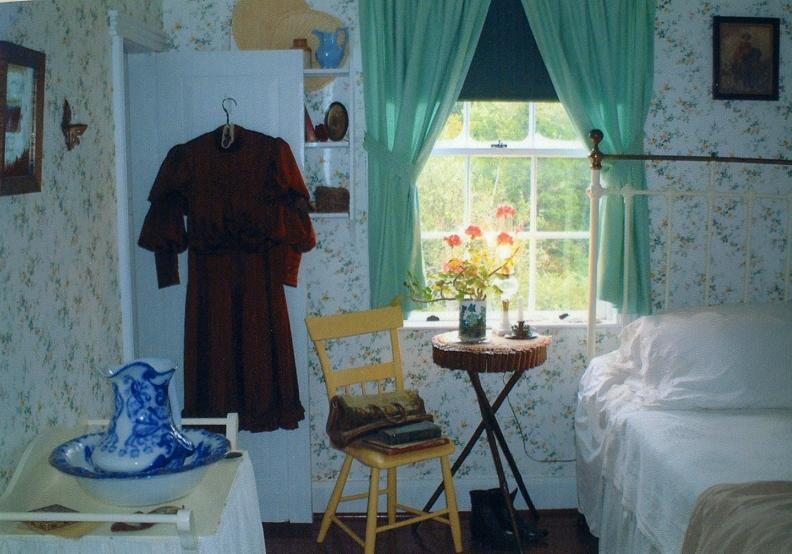
アンの家のモデルになったモンゴメリーの母方祖父のいとこの家の中（プリンスエドワード島）

- （1952年） 村岡花子訳 - 三笠書房。日本にアンを普及させた訳として知られている、原作の抒情的な表現やユーモラスな物言いを巧みに生かした文体は、長く読み継がれている。完訳ではなく所々に省略箇所があり、誤訳も見られるが、現在の新潮文庫版では、孫で、翻訳家の村岡美枝によって訂正されている[9]。
- （1957年） 中村佐喜子 訳 - 角川文庫。
- （1969年） 岸田衿子 訳 - 学習研究社。
- （1973年） 神山妙子 訳 - アニメ作品の底本となった訳。旺文社文庫、新学社文庫。
- （1975年） 猪熊葉子 訳 - 講談社文庫（旧版）。
- （1987年） 茅野美ど里 訳 - 偕成社。
- （1989年） 石川澄子 訳 - 東京図書。
- （1989年） きったかゆみえ 訳 - 全訳に近い抄訳。金の星社。
- （1990年） 谷口由美子訳 - 少年少女世界名作の森 14。集英社。
- （1990年） 谷詰則子 訳 - 篠崎書林。
- （1990年 - 1991年） 掛川恭子 訳 - 日本初の完訳シリーズ。ただし、トビラでのブラウニングの詩の引用がない。講談社（2005年4月から文庫化）。
- （1992年） 曾野綾子 訳 - 抄訳。河出書房新社・河出文庫、新学社世界文学の玉手箱シリーズ。
- （1993年） 松本侑子 訳 - 注釈が豊富な訳本。文学引用を解説している。集英社。
  - 『赤毛のアン』ISBN 4087740072（集英社文庫、2000年、ISBN 978-4-08-747201-1）
  - 『アンの青春』ISBN 4087752887（集英社文庫、2005年、ISBN 978-4-08-747867-9）
  - 『アンの愛情』集英社文庫、ISBN 978-4-08-760562-4
- （1999年） 山本史郎 訳 - 『完全版・赤毛のアン』（英: The Annotated Anne of Green Gables 注釈つき『赤毛のアン』）の翻訳。原書房。
- （2008年） 村岡花子 訳 - 1954年に出版された村岡花子訳を、孫の村岡美枝が改訂・補訳した版[9]。新潮文庫。
  - 『赤毛のアン』2008年 ISBN 978-4-10-211341-7
  - 『アンの青春』2008年 ISBN 978-4-10-211342-4
  - 『アンの愛情』2008年 ISBN 978-4-10-211343-1
  - 『アンの友達』2008年 ISBN 978-4-10-211344-8
  - 『アンの幸福』2008年 ISBN 978-4-10-211345-5
  - 『アンの夢の家』2008年 ISBN 978-4-10-211346-2
  - 『炉辺荘（イングルサイド）のアン』2008年 ISBN 978-4-10-211347-9
  - 『アンをめぐる人々』2008年 ISBN 978-4-10-211348-6
  - 『虹の谷のアン』2008年 ISBN 978-4-10-211349-3
  - 『アンの娘リラ』2008年 ISBN 978-4-10-211350-9
  - 『アンの思い出の日々（上）』2012年 ISBN 978-4-10-211351-6
  - 『アンの思い出の日々（下）』2012年 ISBN 978-4-10-211352-3
- （2011年 - ） 木村由利子 訳 - 集英社みらい文庫
  - 『新訳 赤毛のアン』2011年 ISBN 978-4-08-321010-5
  - 『新訳 アンの青春』2012年 ISBN 978-4-08-321082-2
  - 『新訳 アンの愛情』2013年 ISBN 978-4-08-321145-4
- （2014年 - ） 河合祥一郎 訳 - 角川つばさ文庫
  - 『新訳 赤毛のアン（上） 完全版』2014年 ISBN 9784046313737
  - 『新訳 赤毛のアン（下） 完全版』2014年 ISBN 9784046313867
  - 『新訳 アンの青春（上） 完全版 -赤毛のアン2-』2015年 ISBN 9784046314963
  - 『新訳 アンの青春（下） 完全版 -赤毛のアン2-』2015年 ISBN 9784046314970
  - 『新訳 アンの初恋（上） 完全版 -赤毛のアン3-』2021年 ISBN 9784046319418
  - 『新訳 アンの初恋（下） 完全版 -赤毛のアン3-』2021年 ISBN 9784046319425
- （2019年 - 2023年） 松本侑子 訳 - 文春文庫。同氏訳集英社版の新訳改訂版
  - 『赤毛のアン』 2019年 ISBN 978-4-16-791324-3
  - 『アンの青春』 2019年 ISBN 978-4-16-791359-5
  - 『アンの愛情』 2019年 ISBN 978-4-16-791395-3
  - 『風柳荘（ウィンディ・ウィローズ）のアン』 2020年、ISBN 978-4-16-791433-2
  - 『アンの夢の家』 2020年 ISBN 978-4-16-791600-8
  - 『炉辺荘のアン』 2021年 ISBN 978-4-16-791789-0
  - 『虹の谷のアン』 2022年 ISBN 978-4-16-791964-1
  - 『アンの娘リラ』 2023年 ISBN 978-4-16-792150-7

### 邦題
邦題の『赤毛のアン』は、村岡花子が初邦訳を手掛けた時に付けられたものである。村岡は教文館の同僚、カナダ人宣教師ミス・ショーが戦局から1939年にカナダに帰る際に原書を渡された（ショーは出版の翌年に亡くなり、再会することはなかった）。当初、村岡は『窓辺に倚る少女』という題を考えていたが、刊行する三笠書房の編集者・小池喜孝が『赤毛のアン』という題を提案し、当時の社長の竹内道之助が村岡にこれを伝えた。
村岡はこれを一旦断るが、これを聞いた村岡の娘のみどり（当時20歳）が『赤毛のアン』という題に賛同し、これを強く推した。このため村岡は、娘のみどりのような若い読者の感覚に任せることにし、『赤毛のアン』という邦題を決定した。しかし、こうして刊行された『赤毛のアン』の表紙に描かれていたのは、どう見ても金髪の少女であった。
なお、イタリア語訳の題名も「赤毛のアン」を意味する Anna dai capelli rossi となっているが、これは、翻訳書の刊行よりも先に、日本のアニメ作品が、この題名でイタリアで放送されたことが影響していると考えられている。

### 主な訳例
- Well now - マシューの口癖。村岡花子訳、松本侑子訳では「そうさな」、きったかゆみえ訳では「そうだな」、神山妙子訳、アニメ版では「そうさのう」。
- bosom friend - アンとダイアナの間柄を評した言葉。村岡花子訳、松本侑子訳では「腹心の友」[注釈 4]、神山妙子訳、アニメ版では「心の友」。
- may flower - その名の通り5月頃にプリンスエドワード島内で咲くツツジ科イワナシ属（芳香の強いピンクや白花のアメリカイワナシ（英語版））であり、この花のない国に住んでいる人がかわいそうとアンに言わせている[16]。村岡花子訳、神山妙子訳、きったかゆみえ訳では「さんざし（サンザシ）」としているが実際には別の花である（さんざしはバラ科サンザシ属）。松本侑子訳、アニメ版では「メイフラワー」。
- Lake of Shining Waters - プリンスエドワード島に実在する湖。作中では、元々地元で Barry's pond （バリーの池）と呼ばれていたものをアンがこう命名したことになっている。村岡花子訳、神山妙子訳、松本侑子訳では「輝く湖水」、アニメ版では「きらめきの湖」。
- scope for imagination - アンの言動に頻出する言葉。村岡花子訳、松本侑子訳では「想像の余地」、神山妙子訳では「想像/空想の余地」、きったかゆみえ訳では「空想する楽しみ」。
- raspberry cordial - 村岡花子訳、神山妙子訳、きったかゆみえ訳共に「いちご水（イチゴ水）」、松本侑子訳では「木苺水」。アンがこれと間違えてワインをダイアナに飲ませてしまう。
- patchwork - きったかゆみえ訳、松本侑子訳では「パッチワーク」、神山妙子訳では「つぎはぎ細工」、村岡花子訳では「つぎもの」[17]。
- quilt - 松本侑子訳では「キルト」、きったかゆみえ訳では「キルティング」、村岡花子訳、神山妙子訳では「さしこ」[17]。

## アン・シリーズ一覧
各タイトルは村岡花子訳に準拠する（『アンの想い出の日々』のみ、その孫である村岡美枝訳に準拠する。）。一般に、『赤毛のアン』から『アンの想い出の日々』までのアンを主人公とするか準主人公とする9冊の本を、アン・ブックスと呼ぶ。これに対し、追加の2冊は短編集で、アヴォンリーの村を舞台とし「アンの物語」と同じ背景設定であるが、大部分の作品はアンとは直接に関係していない。総じて題名が示す通り「アンの周囲の人々の物語」である。
なお、4冊目「アンの幸福」の原題は、イギリス版はAnne of Windy Willows、アメリカ版はAnne of Windy Poplarsとそれぞれ異なり、内容も多少異なる。

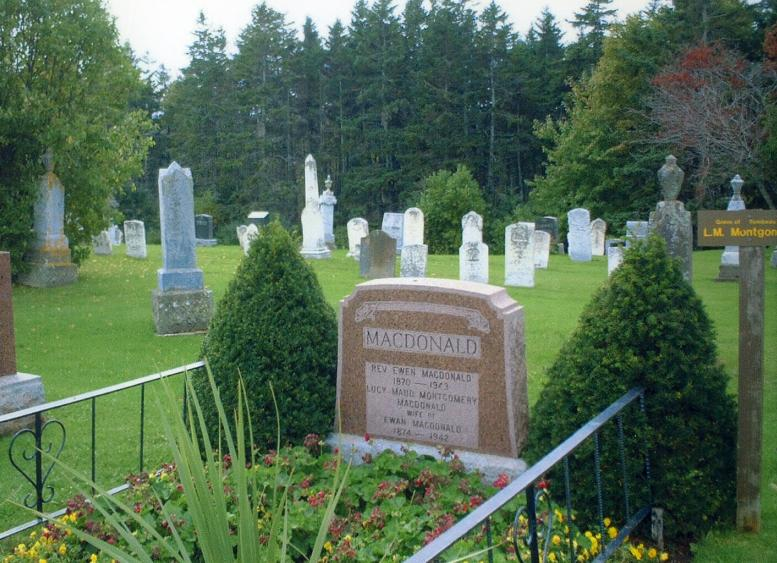
アンの作者ルーシー・M・モンゴメリーの墓（プリンスエドワード島）

| 書名                           | 原題                          | 出版年 | アンの年齢 | 物語の年代    |
| ------------------------------ | ----------------------------- | ------ | ---------- | ------------- |
| 赤毛のアン                     | Anne of Green Gables          | 1908   | 11 - 16    | 1877-1882     |
| アンの青春                     | Anne of Avonlea               | 1909   | 16 - 18    | 1882-1884     |
| アンの愛情                     | Anne of the Island            | 1915   | 18 - 22    | 1884-1888     |
| アンの幸福                     | Anne of Windy Willows         | 1936   | 22 - 25    | （1888-1891） |
| アンの夢の家                   | Anne's House of Dreams        | 1917   | 25 - 27    | 1891-1893     |
| 炉辺荘のアン                   | Anne of Ingleside             | 1939   | 33 - 39    | 1899-1905     |
| 虹の谷のアン                   | Rainbow Valley                | 1919   | 40 - 41    | 1906-1907     |
| アンの娘リラ                   | Rilla of Ingleside            | 1921   | 48 - 53    | 1914-1919     |
| アンの想い出の日々             | The Blythes Are Quoted        | 2009   | 40 - 75    | 1906-1941     |
| 以下はアンとの関連が薄い短編集 |                               |        |            |               |
| アンの友達                     | Chronicles of Avonlea         | 1912   | ―          | ―             |
| アンをめぐる人々               | Further Chronicles of Avonlea | 1920   | ―          | ―             |

## 派生作品

### 小説作品
- 『こんにちは アン』Before Green Gables （2008年）
  - 「赤毛のアン」100周年を記念して、モンゴメリ財団から依頼された児童文学作家バッジ・ウィルソンが執筆した作品。
  - アン・シャーリーが両親を失い、マシュウとマリラの兄妹に引き取られるまでの11年間を物語る。この原作を元にしたアニメ作品が『こんにちは アン 〜Before Green Gables』として日本でテレビアニメ化されている。

### 映画作品
- 『天涯の孤児（英語版）』（1919年、米国）
  - ウィリアム・デズモンド・テイラー（英語版）監督、フランシス・マリオン脚色、メアリー・マイルズ・ミンター主演のサイレント映画。プリントは現存しないとされている。
- 『紅雀（英語版）』（1934年、米国）
  - RKO製作、ジョージ・ニコラス・ジュニア（英語版）監督、ドーン・オデイ（英語版）主演のモノクロ映画。オデイはこの映画以後、芸名を「アン・シャーリー」とした。

上記の2作品は、いずれも原題はAnne of Green Gables。『紅雀』は日本では1935年に公開され、当時、日本では原作が未だ刊行されていないためこのタイトルとなった（『天涯の孤児』も同様）。
- 『そよ風の町（英語版）』Anne of Windy Poplars （1940年、米国）
  - RKO製作、ジャック・ハイブリー（英語版）監督、アン・シャーリー（英語版）主演。日本では1949年に公開。現在の『アンの幸福』。上記の作品と同じ日本では原作が当時未刊行のためこのタイトルとなった。
- CBC（カナダ）が製作したミーガン・フォローズの主演のテレビ映画、『赤毛のアン』は、初めてプリンス・エドワード島でロケを行ったことで話題となった。更に、『アンの青春』とその続編の計3作のダイジェスト版が劇場公開されている。第3作目は小説版での第3作『アンの愛情』とはかけ離れたオリジナル・ストーリーである。製作、監督、脚本はケビン・サリバン（英語版）。
  - 『赤毛のアン』（1985年）
  - 『続・赤毛のアン アンの青春（英語版）』（1987年）
  - 『赤毛のアン アンの結婚（英語版）』（2000年）ステファン・スケイニ監督。
  - 『赤毛のアン 新たな始まり（英語版）』（2008年）ケビン・サリバン監督。
- 『アンを探して』（2009年）
  - 宮平貴子監督、穂のか、ロザンナ・ザンボン、紺野まひる主演の日本映画。
- ジョン・ケント・ハリソン（英語版）監督、エラ・バレンタイン（英語版）主演[18][19]、サラ・ボッツフォード（英語版）、マーティン・シーン出演の3部作のカナダのテレビ映画。製作総指揮は原作者の孫娘ケイト・マクドナルド・バトラー（英語版）[20]。
  - 『赤毛のアン (2016年の映画)（英語版）』（2016年）[21][22]
  - 『赤毛のアン 初恋（フリジア語版）』（2017年）[23]
  - 『赤毛のアン 卒業（フリジア語版）』（2017年）[23][24]

### テレビ映画
- Anne of Green Gables (1956 film) （1956年）
  - CBC製作のテレビ映画。ドン・ハロン監督、Toby Tarnow主演。
- Anne of Green Gables (1972 film) （1972年）
  - 英国で製作された、全5回のミニシリーズ。ジョーン・クラフト監督、キム・ブレーデン主演。
- "Anne of Avonlea" (1975年 TVシリーズ）キム・ブレーデン主演。

#### ケビン・サリバン脚本作品
- Anne of Green Gables （1985年）
  - CBC製作の、全3時間強のミニシリーズ。ケビン・サリバン監督、ミーガン・フォローズ主演。
  - 日本では1989年に邦題『赤毛のアン』としてダイジェスト版が、1994年に邦題『赤毛のアン 完全版』として完全版が劇場公開された。
- Anne of Avonlea / Anne of Green Gables: The Sequel （1987年）
  - 上記作品の続編。4時間弱ある。アメリカでビデオ化の際に改題された。小説の『アンの青春』のみならず、『アンの愛情』、『アンの幸福』の題材も含まれている。ケビン・サリバン監督、ミーガン・フォローズ主演。
  - 日本では1990年に邦題『続・赤毛のアン アンの青春』としてダイジェスト版が、1998年に邦題『赤毛のアン アンの青春 完全版』として完全版が劇場公開された。
- Anne of Green Gables: The Continuing Story （2000年）
  - 上記作品の続編。3時間強あり、ケビン・サリバンによる脚本は、オリジナル色が強い。ステファン・スケイニ監督、ミーガン・フォローズ主演。
  - 日本では2000年に『赤毛のアン アンの結婚』としてダイジェスト版が劇場公開され、2011年に邦題『赤毛のアン アンの結婚 完全版』として完全版がソフト化された。
- Anne of Green Gables: A New Beginning （2008年）
  - グリーンゲイブル以前のアンを、The Continuing Story 後のアンが回想するという形で描く。旧作のシーンが折り込まれたり、『アボンリーへの道』を含めて全作品に登場するレイチェル・リンド役のパトリシア・ハミルトンが長命であったという設定でそのまま登場するが、サリバンのオリジナルストーリーで、父親の生存など設定の変更がいくつかある。モンゴメリの原作のフランチャイズ作品。
  - アン役はバーバラ・ハーシーとハンナ・エンディコット＝ダグラス（幼少期）。
  - 日本では邦題『赤毛のアン 新たなる旅立ち』として2011年にBSで放送された。2014年にはLaLa TVにおいて邦題『赤毛のアン 新たな始まり』として放送された。

#### カナダYTV製作作品
- L.M. Montgomery's Anne of Green Gables （2016年）
  - カナダのテレビ局YTVで製作され、イギリスやアメリカ合衆国でもテレビで放送された。オーストラリア、日本などでは劇場公開された(日本では『赤毛のアン』)。3部作を監督したジョン・ケント・ハリソンと主演のエラ・バレンタインは、カナダ・スクリーン・アワードで監督賞と演技賞（青少年向け部門）をそれぞれ受賞した[23]。
- Anne of Green Gables: The Good Stars （2017年）
  - 2017年2月に放送された続編
- Anne of Green Gables: Fire & Dew （2017年）
  - 2017年7月に放送された続編

### テレビドラマ
- アンという名の少女（2017年-2019年）[25]
  - NetflixとCBCが共同でドラマ化した。モイラ・ウォリー＝ベケットが制作し、シーズン1では全7話の脚本を担当し、監督はニキ・カーロほかが務める。
  - カナダCBCでは当初"Anne"として、のちに"Anne with an E"として放送され、カナダ国外ではNetflixが配信し、日本語題名は『アンという名の少女』とされた。
  - 2019年10月、CBC社長のキャサリン・テイトが長い目でカナダの産業の害になるNetflixとの共同製作はやめると発言した事により、同年放送、2020年配信のシーズン3をもって終了した[注釈 6]。
  - マイノリティやフェミニズムといった今日的テーマを盛り込んだオリジナル要素が強い展開で、原作の設定を部分的に使った別作品である。

### 舞台作品
1964年に、カナダで、ノーマン・キャンベル（Norman Campbell）等によって制作、初演。1969年にイギリス、1970年に日本、1971年にアメリカ合衆国で、それぞれ上演された。代表的なミュージカルナンバーは、「アイスクリーム」。
日本では劇団四季が断続的に上演。
他にもエステー主催で毎年8月に完全無料招待制で上演、アン役はこれまでに山川恵里佳、華原朋美、島谷ひとみ、神田沙也加、高橋愛、上白石萌音、上白石萌歌、美山加恋、田中れいなが務めていたが現在休止中。また、「国連クラシックライブ協会」が主催の「生命のコンサート音楽劇」としても上演されている。近頃では、海外公演も行なわれている。
ミュージカルでない純粋舞台劇としては日本では唯一劇団エンゼルのみが上演可能（上演権許諾済）で、ここが主催する舞台『赤毛のアン-みどりやねの朝-』では嘗てアニメでアンを演じた山田栄子がマリラを演じている。

### アニメ作品
- 日本では、「世界名作劇場」枠（フジテレビ）で『赤毛のアン』（1979年）と『こんにちは アン 〜Before Green Gables』（2009年）が放送された。2025年にはNHK Eテレで『アン・シャーリー』のタイトルでアニメ化される[30]。
- アメリカ合衆国では、PBS局向けに『Anne of Green Gables: The Animated Series』という番組が2000年に製作された（全26話） [31]。1話完結方式で、毎回さまざまなトラブルを解決しながら教訓を学ぶという教育番組である。

### 漫画作品
- 第1作『赤毛のアン』から第3作『アンの愛情』までの3作が、いがらしゆみこ、高橋美幸により漫画化された。
- 2013年では「小学館学習まんが 世界名作館」シリーズの1作として、第1作『赤毛のアン』が高見まこにより漫画化された。

### 郵便切手
- 「国際文通グリーティング 赤毛のアン」2008年6月20日発行、80円切手10種。2008年は「赤毛のアン」が出版されて100周年となることを受けて、カナダと共同で発行した[32]。10種のうち2種はカナダと共通のデザイン[33]。8種は日本版オリジナルのデザインで、テレビアニメの原画を採用した。

### その他
- 日本においては、2009年にすべてのキャストを男性声優で行ったドラマCD『サウンドシアタードラマCD 赤毛のアン』が発売された（例えばアン役に代永翼、ダイアナ役に岸尾だいすけ等）。
- 山本史郎『東大の教室で『赤毛のアン』を読む』 - 村岡訳にマシューの死後のマリラの独白を大幅カットしたのはなぜか？という問題を考察。
- NHK連続テレビ小説『花子とアン』 - 『赤毛のアン』の日本語翻訳の第一人者である村岡花子の生涯を描いたテレビドラマ。所々に『赤毛のアン』を題材としたエピソードが盛り込まれているが、続編にあたる『アンの青春』、『アンの愛情』を題材としたエピソードも採り入れている。序盤と終盤には本書翻訳・出版に至るエピソードが描かれた。
- 湊かなえ『白ゆき姫殺人事件』 - アンとダイアナの交流がモチーフとして使われている。
- 北海道にあるカナディアンワールドにグリーンゲイブルズのモデルとなった家の原寸大コピーが存在する。モデルとなった家が火災に見舞われた際にはその正確さ故に復元の際に参考にされた。

## 赤毛のアン事件
2001年に、『赤毛のアン』の原題である「Anne of Green Gables」の商標登録を認められたサリヴァン・エンターティメント・インターナショナル・インコーポレーテッド（カナダ：sullivan entertainment international inc）に対し、同カナダのプリンスエドワードアイランド州が、一部商品についての登録無効の審判を2004年に特許庁に請求し、翌年無効審決を得た。これに対し、上記サリヴァン（カナダ）はこの無効審決の取消しを求める裁判を起した。
日本の知的財産高等裁判所は「審決は、原告（サリヴァン（カナダ））が、本件原作者の遺産相続人，被告，後記アン・オブ・グリーン・ゲーブルス・ライセンシング・オーソリティ・インク（以下「AGGLA」という。）らの承諾を得ることなく本件商標登録を行ったことは、これらの者との信義誠実の原則に反し、穏当を欠くものであり、かつ本件商標を我が国の商標として登録することは、被告を含むカナダ国政府との間の国際信義に反するものであると判断し、本件商標登録は、商標法4条1項7号に違反し、無効であるとした」とし、これを退けた。

## 関連書
- 横川寿美子『「赤毛のアン」の挑戦』宝島社 1994年
- テリー神川『「赤毛のアン」の生活事典』講談社 1997年
- 河野万里子『赤毛のアンの翻訳レッスン 再会のアン・シャーリー』バベル・プレス 1997年
- 松本侑子、鈴木康之『赤毛のアンの翻訳物語』集英社 1998年
- 梶原由佳『「赤毛のアン」を書きたくなかったモンゴメリ』青山出版社 2000年
- 松本侑子『誰も知らない「赤毛のアン」 背景を探る』集英社 2000年
- 高柳佐知子『モンゴメリーの「夢の国」ノート 「赤毛のアン」の世界をもっと楽しみたいあなたへ』大和出版 2000年
- 奥田実紀『赤毛のアンA to Z モンゴメリが描いたアンの暮らしと自然』東洋書林 2001年
- 松本侑子『赤毛のアンに隠されたシェイクスピア』 集英社 2001年
- 並木浩一『「赤毛のアン」のすてきな英会話』青春出版社 2003年
- 小倉千加子『赤毛のアンの秘密』岩波書店 2004年
- 山本史郎『東大の教室で「赤毛のアン」を読む 英文学を遊ぶ9章』東京大学出版会 2008年（改訂増補 2014年）
- 村岡恵理『アンのゆりかご 村岡花子の生涯』マガジンハウス 2008年・新潮文庫 2011年
- 菱田信彦『快読「赤毛のアン」』彩流社 2014年
- 松本侑子『赤毛のアン論 八つの扉』文藝春秋社〈文春新書〉、2024年